# Mercado de las Brujas

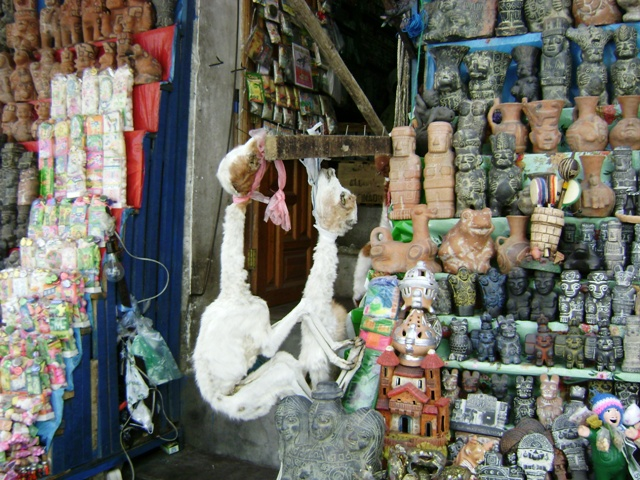
Fetos de Llama a la venta

El Mercado de las Brujas es un mercado callejero ubicado en La Paz, Bolivia. Se encuentra en la calle Linares, en el centro de la ciudad, en las cercanías de la Basílica de San Francisco. Entre las principales mercancías vendidas en el Mercado de las Brujas, dirigida por los brujos locales conocidos como yatiris, se incluyen pociones, ranas secas, plantas medicinales como retama y armadillos utilizados en los rituales de Los Andes.
Los yatiri pueden ser fácilmente identificados por sus sombreros negros y bolsas de coco que contienen amuletos, talismanes y polvos que aseguran suerte, belleza y fertilidad.

## Artículos en venta
Uno de los artículos que más suele llamar la atención de los turistas son los sullus, fetos secados de diferentes animales. Estos elementos rituales suelen enterrarse bajo los cimientos de las viviendas como ofrenda a la Pachamama, deidad protectora.
Los artículos en venta incluyen diferentes elementos rituales que son parte de las wajt'as, ofrendas a la tierra que s eincineran en una práctica ritual, así como para acompañar la ch'alla.
En las cercanías también se comercializan plantas medicinales identificadas por la medicina Kallawaya.